# Atanasios Tsakiris
Atanasios „Tanasis” Tsakiris (gr. Αθανάσιος „Θανάσης” Τσακίρης; ur. 15 stycznia 1965 w Dramie) – grecki biathlonista oraz biegacz narciarski. Pięciokrotny uczestnik zimowych igrzysk olimpijskich. Chorąży Grecji na Zimowych Igrzyskach Olimpijskich 2010.
Jego córka Panajota Tsakiri również uprawia biathlon i biegi narciarskie.
Dwudziestoośmiokrotny mistrz kraju z lat 1986-2013.

## Osiągnięcia

### Zimowe igrzyska olimpijskie
| 1992 Albertville (Francja)       | 42. miejsce (IN), 79. miejsce (SP) |
| 1994 Lillehammer (Norwegia)      | 37. miejsce (IN), 56. miejsce (SP) |
| 1998 Nagano (Japonia)            | 65. miejsce (IN), 58. miejsce (SP) |
| 2010 Vancouver/Whistler (Kanada) | 80. miejsce (IN), DNF (SP)         |

### Mistrzostwa świata
| 1989 Feistritz (Austria)             | 71. miejsce (IN)                                     |
| 1993 Borowec (Bułgaria)              | 23. miejsce (RL)                                     |
| 1995 Anterselva (Włochy)             | 56. miejsce (IN), 70. miejsce (SP), 23. miejsce (RL) |
| 1996 Ruhpolding (Niemcy)             | 56. miejsce (IN), 58. miejsce (RL)                   |
| 2007 Anterselva (Włochy)             | 84. miejsce (IN), DNF (SP)                           |
| 2008 Östersund (Szwecja)             | 83. miejsce (IN), 83. miejsce (SP)                   |
| 2009 P'yŏngch'ang (Korea Południowa) | 74. miejsce (IN), 87. miejsce (SP)                   |